# Harrison (Montana)
Harrison és una concentració de població designada pel cens dels Estats Units a l'estat de Montana. Segons el cens del 2000 tenia 162 habitants.

## Demografia
Segons el cens del 2000, Harrison tenia 162 habitants, 64 habitatges, i 44 famílies. La densitat de població era de 272 habitants per km².
Dels 64 habitatges en un 39,1% hi vivien nens de menys de 18 anys, en un 56,3% hi vivien parelles casades, en un 9,4% dones solteres, i en un 29,7% no eren unitats familiars. En el 25% dels habitatges hi vivien persones soles el 17,2% de les quals corresponia a persones de 65 anys o més que vivien soles. El nombre mitjà de persones vivint en cada habitatge era de 2,53 i el nombre mitjà de persones que vivien en cada família era de 3,07.
Per edats la població es repartia de la següent manera: un 32,7% tenia menys de 18 anys, un 3,7% entre 18 i 24, un 24,7% entre 25 i 44, un 21% de 45 a 60 i un 17,9% 65 anys o més.
L'edat mediana era de 38 anys. Per cada 100 dones de 18 o més anys hi havia 87,9 homes.
La renda mediana per habitatge era de 36.875 $ i la renda mediana per família de 39.167 $. Els homes tenien una renda mediana de 28.750 $ mentre que les dones 16.250 $. La renda per capita de la població era de 13.287 $. Aproximadament el 5,3% de les famílies i el 13,8% de la població estaven per davall del llindar de pobresa.

## Poblacions més properes
El següent diagrama mostra les poblacions més properes.